# Ԡ
Ԡ, ԡ – litera rozszerzonej cyrylicy, wykorzystywana dawniej w czuwaskich alfabetach Jakowlewa i Belinina (1872), Jakowlewa (1873) i Aszmarina (1910) do oznaczania dźwięku [lʲ].

## Kodowanie
| Znak                   | Ԡ                                           | Ԡ                                           | ԡ                                         | ԡ                                         |
| ---------------------- | ------------------------------------------- | ------------------------------------------- | ----------------------------------------- | ----------------------------------------- |
| Nazwa w Unikodzie      | Cyrillic Capital Letter El with Middle Hook | Cyrillic Capital Letter El with Middle Hook | Cyrillic Small Letter El with Middle Hook | Cyrillic Small Letter El with Middle Hook |
| Kodowanie              | dziesiątkowo                                | szesnastkowo                                | dziesiątkowo                              | szesnastkowo                              |
| Unicode                | 1312                                        | U+0520                                      | 1313                                      | U+0521                                    |
| UTF-8                  | 212 160                                     | d4 a0                                       | 212 161                                   | d4 a1                                     |
| Odwołania znakowe SGML | &#1312;                                     | &#x0520;                                    | &#1313;                                   | &#x0521;                                  |